# Alona quadrangularis
Alona quadrangularis är en kräftdjursart som först beskrevs av Otto Friedrich Müller 1776.  Alona quadrangularis ingår i släktet Alona och familjen Chydoridae. Inga underarter finns listade i Catalogue of Life.